# Klasztor Zografu
Klasztor Zografu (bułg.: Зографски манастир, Zografski manastir; grec.: Μονή Ζωγράφου, Moní Zográphou) – jeden z klasztorów na Górze Athos. Położony jest w południowo-wschodniej części półwyspu. Zajmuje dziewiąte miejsce w atoskiej hierarchii. Klasztor założony został w końcu IX, bądź na początku X wieku. Nazwa klasztoru pochodzi od św. Jerzego.

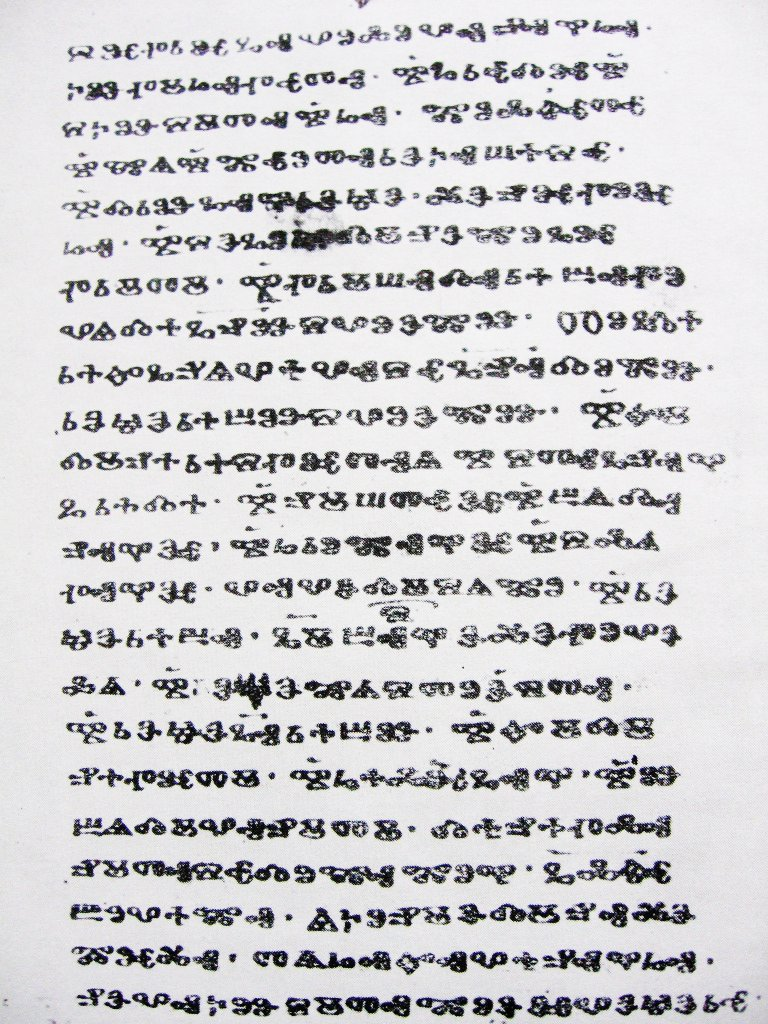
Strona z Codex Zographensis

Biblioteka klasztoru zawiera 126 greckich i 388 słowiańskich rękopisów, oraz około 10 000 drukowanych ksiąg. Wśród dokumentów średniowiecznych wyróżniają się dwie bułgarskie królewskie karty. Stąd pochodzi Kodeks Zografski. 
W klasztorze mieszka około 15 mnichów.